# تشوت رييس
تشوت رييس مواليد 1 أغسطس 1963 في كيزون، هو مدرب كرة سلة فلبيني ولاعب معتزل. يدرب منتخب الفلبين لكرة السلة. حقق المركز الثاني في بطولة أمم آسيا لكرة السلة 2013.

## سجل المنافسة
شارك في المنافسات التالية:
- كأس العالم لكرة السلة 2014

## الميداليات
| الميدالية | المسابقة                       |
| --------- | ------------------------------ |
| فضية      | بطولة أمم آسيا لكرة السلة 2013 |